# 大臺南會展中心
大臺南會展中心，是臺南市歸仁區一座複合式多功能用途的會展中心，且為唯一緊鄰台灣高鐵車站的會展中心，2022年4月21日啟用，基地位於高鐵台南站特定區及沙崙智慧綠能科學城產業專區A區的5.2公頃土地，自高鐵台南站2號出口步行僅需3分鐘。
大臺南會展中心由中華民國經濟部與台南市政府合作開發、台南市政府工務局代辦興建工程，以具台南在地特色之「海洋文明」、「歷史府城」及「綠能科技」為設計理念，依功能區分為「展覽棟、會議棟、停車棟」3棟毗連的會展建築。會展中心坐落於沙崙智慧綠能科學城，採綠能減碳概念設計，定位為綠色智慧展覽館，同時取得銀級綠建築及銀級智慧建築標章。會展中心不僅獲得中華民國不動產協進會「2019國家卓越建設獎」規劃設計類特別獎，更獲頒行政院公共工程委員會「第21屆公共工程金質獎」，2022年2月7日完成移交給集思國際會議顧問有限公司（集思會展事業群）成立的大臺南會展股份有限公司，2022年4月21日落成。
會展中心展覽棟展場採12米挑高無柱、大跨距設計，中間利用隔屏可將展區分為東展區及西展區，最多可容納600個標準攤位或10,000人之會議；會議棟會議室則規劃有1,000人及800人會議室各一間、100人會議室五間及50人會議室三間；停車棟規劃有B1、3樓、4樓共計有550格汽車停車位，戶外另有機車停車格464格及可額外擴充汽車停車格250格。

## 沿革

### 省轄市時期
自1991年臺南市政府拆除臺南市立體育館之後，臺南市一直沒有市立的大型體育場館，許多活動只能借用國立成功大學體育館舉辦。有鑑於此，2010年9月23日，市府由時任市長許添財與國立臺南大學簽訂備忘錄，市府無償提供南台南站副都心內15公頃的文教用地予國立臺南大學設立文化校區，國立臺南大學則需負責興建可容納15000人的小巨蛋，預估造價新臺幣19億元。

### 縣市合併後直轄市時期
臺南市縣合併後，國立臺南大學向臺南市政府提出，希望能將小巨蛋容納量降為8500人、並將造價縮減至新臺幣6億元；但因與省轄市時期所簽署之備忘錄不符，所以遭臺南市政府駁回。
2012年4月，部分臺南市議員認為國立臺南大學沒有能力興建小巨蛋，在臺南市議會提案要求臺南市政府收回土地自行興建；之後，臺南市政府仍決定繼續由臺南大學執行本案。然而2013年1月，臺南市政府發布新聞稿指稱，教育部已刪除國立臺南大學文化校區設置計畫，故先前市府與臺南大學簽訂之備忘錄失效，市府將依程序改徵詢第二優先權人國立成功大學的意願。
2013年4月23日，民主進步黨東區市議員兼臺南市黨部主任委員蔡旺詮、民進黨前立法委員王幸男與國立臺南大學校方代表合開記者會，重申臺南市政府與國立臺南大學簽的備忘錄有法律效力，堅決反對財團介入小巨蛋經營、破壞當地文化生態綠廊，否則不排除串連環保團體及當地居民抗爭；臺南市政府則發表聲明，先感謝王幸男在記者會中堅信市長賴清德不會與財團掛勾，接著重申一定會興建小巨蛋，並批評臺南大學刻意曲解教育部公文。
2015年7月1日，賴清德在市政會議宣佈原小巨蛋計畫將重新規劃、另覓合適地點「孵蛋」，該案暫告段落。該案主要經過國立成功大學團隊評估與研議，在經過多次專案會議及徵詢校內外專家學者討論，認為「南台南副都心」小巨蛋興建案歷經多年時空背景已大不相同，建議借鏡臺北大巨蛋衍生的問題重新整體評估，認為繼續開發小巨蛋不盡符合效益、也不盡適合臺南的未來發展，建議不在該址興建，放棄第二優先權利。
2015年10月6日，賴清德在臺南市議會答覆中國國民黨東區市議員曾培雅質詢時承諾，他市長任內一定會興建小巨蛋；考量效益問題，可能朝會展中心合併小巨蛋的方向，興建多功能會展中心。原南台南副都心小巨蛋預定地在2020年變更規畫，計劃興建「國立科學未來館」。

### 大臺南會展中心時期
2017年9月22日臺南市政府上網公告招標，同年10月5日截止投標；同年11月3日評選結果公布，興建工程由福清營造得標，經營管理權則由集思國際會議顧問有限公司（集思會展事業群）得標。
2018年5月8日，動土興建。
2021年9月30日，工程完工，未來將點交給經濟部國際貿易署，委由集思國際會議顧問公司經營管理。2022年4月21日落成，開館展為4月21至25日由工商時報主辦之「2022台南自動化機械暨智慧製造展」。

## 周邊
- 沙崙智慧綠能科學城
- 中央研究院南部分院
- 國立成功大學歸仁校區
- 國立陽明交通大學臺南校區
- 法務部矯正署臺南監獄
- 臺南市立沙崙國民中學
- 萬國通路創意觀光工廠
- MITSUI OUTLET PARK 台南

## 交通
- 台南關廟線：大潭交流道
- 台39線
- 台灣高鐵高鐵台南站
- 臺灣鐵路沙崙車站

## 外部連結
- 大臺南會展中心 （页面存档备份，存于）（繁體中文）（英文）